# Raffa Moreira
Rafael Fernando Moreira (Guarulhos, 10 de fevereiro de 1988), mais conhecido pelo nome artístico de Raffa Moreira ou BC Raff, é um rapper e produtor musical brasileiro. Obteve reconhecimento com o single "Bro" lançado em outubro de 2017, e com sua participação em Poetas no Topo 2. É considerado o principal pioneiro do trap no Brasil, e um dos principais artistas da cena do trap nacional.

## Biografia
Desde criança, Moreira esteve em contato com o universo musical; seu pai tocava em rodas de samba e seu avô participou da fundação da escola de samba de São Paulo Camisa Verde e Branco. O rapper começou a tocar na igreja onde frequentava com sua mãe, e posteriormente iniciou estudos formais em música no Conservatório Municipal de Artes de Guarulhos, aos 12 anos. Na mesma época, criou uma banda de hardcore, na qual tocou até os 16 anos. Em 2009, começou a se voltar para o hip-hop e o rap, estimulado por uma mixtape do rapper paulistano Emicida.
Em 2010, Moreira integrou a formação do grupo de pagode Os Travessos. No ano seguinte, lançou sua primeira música. No entanto, foi só a partir de 2014 que o rapper começou a lançar faixas com frequência, lançando "De$igualdade" e "Fiat 1995". Sua primeira mixtape, "FERNVNDX", foi lançada em duas partes durante o primeiro semestre de 2016; o nome, também utilizado na marca de roupas desenvolvida por Moreira, é uma estilização de seu nome do meio, Fernando.
Em 2017, após cerca de cinco mixtapes em 2016, Moreira fez uma participação no cypher 'Poetas no topo 2' da gravadora e marca Pineapple, com participações de Baco Exu do Blues, Froid, Orochi entre outros rappers da época. A música, apesar de diferente pro padrão da época, não agradou a comunidade do rap naquele momento, gerando críticas e ataques a Moreira, o que culminou na música 'Sozinho no Sukyia.' junto de Makalister, que também recebeu comentários negativos pela partipação no Poetas no Topo anterior. A frase "Raffa Para Irmão", citada por Raffa em seu verso foi utilizada como ataque contra o mesmo, se tornando um meme na época.
No mesmo ano, após seis mixtapes, Moreira lança o single 'Bro.', atualmente com mais de 20 milhões de visualizações, marcando uma virada de chave na carreira do rapper, mesmo ainda com muitas críticas por parte da comunidade do rap e pessoas de fora dela.
Após o grande sucesso da faixa 'Bro.', Raffa Moreira se dedicou exclusivamente a singles com videoclipes, lançando músicas como 'Sério', 'O Jogo' com FNX, 'Estúdio em Casa', e principalmente 'Fvck', que levaram o rapper a aparecer no bloco "Ao Pé da Letra" com o comediante Murilo Couto, aumentando o seu reconhecimento e quantidade de pessoas que criticavam sua música, colocando-o como um meme da época.
No mesmo ano, específicamente em julho, Moreira lança '10k', música que muitos consideram a melhor de sua carreira. A faixa ganhou um grande reconhecimento, semelhante ao sucesso 'Bro', sendo eleita a Melhor Música de 2018 segundo o site Genius, e acumulando mais de 18 milhões de visualizações.
No dia 29 de outubro de 2018, Moreira anunciou em seu Twitter que estaria mudando seu nome artístico para "BC Raff", após se tornar membro da gangue Black Circle Family de Atlanta. No mesmo tweet, Raffa anunciou que comemoraria a ocasião lançando um single com o CEO da gangue, Money Man, mas por conta de problemas com visto até o exato momento não ocorreu o som.
Em 2020, após um ano de 2019 com  controvérsias e vários singles como 'Olho por olho' com Aka Rasta, Raffa Moreira lança seu primeiro álbum de estúdio 'BC Raff Album', com originalmente 10 músicas (posteriormente reduzido a nove faixas). O álbum retrata toda o progresso da carreira e vida pessoal do rapper, sendo um projeto mais sentimental e tendo participações de Klyn, QTZ Tivytin e Blackout (removido posteriormente).

## Estilo Musical
O rapper costuma utilizar beats de outros produtores musicais em suas faixas (Ecologyk, Sprite, Lucpuff, Jay Kay), com seus primeiros trabalhos tendo uma sonoridade mais próxima ao cloud rap do que ao trap, fortemente presente nas faixas lançadas a partir de sua segunda mixtape, Michael Jackson, de agosto de 2016. Suas letras tratam de temas como a desigualdade social aliada ao racismo, a realidade da vida na periferia de São Paulo, sua trajetória na musica, antigamente suas musicas também falavam sobre o uso de drogas, como o lean, mas nos últimos anos Raffa deixou claro que não usa mais drogas, não apoia e nem incentiva o uso. De personalidade controversa e marcante, o rapper é notório por suas opiniões e presença constante nas redes sociais.

## Controvérsias
Logo após o lançamento de 'Poetas no Topo 2', a marca Pineapple anunciou seus participantes para o próximo projeto, que incluia o artista Pedro Qualy, do grupo Haikaiss. Esse anúncio acabou frustrando Raffa Moreira, levando o rapper a fazer diversas postagens em seu Twitter, falando  sobre coisas como escravagismo e afirmando: "Se eu soubesse que eles iam chamar alguém do Haikaiss, eu nunca teria aceitado participar do Poetas 2".
Pouco tempo após o incidente, o rapper fez cobranças financeiras a marca Pineapple, organizadora do Poetas no Topo. O rapper afirmava que a empresa não lhe pagou sua parte no cypher, fazendo ataques indiretos na música 'Cash'. A marca respondeu removendo o verso do artista da faixa, se posicionando no mesmo dia. O artista lançou a faixa 'Paga O Que Cê Deve Pra Mim.', dessa vez com ataques diretos a marca. 
Os ataques da parte de Moreira continuaram até meados de 2020, mas em 2023 foi onde o rapper pediu perdão pelos ataques e anunciou que não havia mais problemas com a marca, mas que não havia chance de futura colaboração entre ambos. No ano seguinte, o artista foi o primeiro participante anunciado para o 'Poetas no Topo 4', pegando muitos de surpresa e principalmente marcando o fim da briga entre ambas as partes.
Durante setembro de 2018, Raffa Moreira e o rapper Matuê fazem uma série de ataques direcionados um ao outro, através de postagens e vídeos no Instagram. A briga se estende até 2020, com os dois deixando de se atacar e até mesmo prevendo uma colaboração futura em entrevistas e declarações. A previsão veio a se tornar realidade no segundo álbum de estúdio do rapper, na música 'Beleza Exótica', do álbum com mesmo nome, lançado em março de 2023.
No final do ano de 2019, Raffa se envolveu um uma polêmica com o jovem rapper Meno Tody, que fez um ataque a Moreira em uma entrevista ao canal do YouTube Whata, a briga se estendeu até o começo do ano de 2020, com ameças com armas e diversas ofensas. O pico dessa briga ocorreu no dia 28 de outubro de 2019, na qual Moreira tentou puxar um grito ofendendo Meno Tody durante sua apresentação na Batalha da Aldeia. Após não ser correspondido pelo público, recebendo vaias da grande maioria, o rapper finalizou seu show antes do previsto, atirando seu microfone no chão. 3 dias após o ocorrido Raffa Moreira lançou a música "6ix9ine", com imagens do mesmo evento qual foi vaiado, a faixa ultrapassa os 3 milhões de visualizações no YouTube, sendo um grande sucesso do artista.
No começo do ano de 2020, Raffa foi até o Rio de Janeiro, cidade de Meno Tody, para gravar o videoclipe da faixa 'Lenda' do seu álbum 'BC Raff Álbum', junto com o também rapper QTZ Tivityn. A música, que contém algumas linhas indiretas a Meno Tody, atingiu grande repercussão na época, mas sendo a última vez que essa situação é supostamente mencionada por parte de ambos. Até que em 2023, o rapper durante o lançamento do seu álbum 'Beleza Exótica', afirmou que estava resolvido com Tody, e o mesmo deveria participar do seu projeto, mas alegou que o artista foi impedido por questões contratuais envolvendo seu empresário.

## Vida pessoal
Raffa Moreira cresceu em Guarulhos, na Região Metropolitana de São Paulo, filho de um ex-contador e uma manicure. O rapper é casado com Tayara Andrade, com quem tem dois filhos,  Cauã (2017) e Tayla (2022). Ele tem ainda dois filhos de um relacionamento anterior, o primeiro nascido em 2006, quando ele tinha 18 anos de idade. Moreira é formado em marketing.

## Discografia

### Álbuns
- BC Raff Album (2020)
- Beleza Exótica (2023)
- Os Irmão Metralha (2024)
- Legend (2025)

### Mixtapes
- FERNVNDX Mixtape parte 1 (2015)
- FERNVNDX Mixtape parte 2 (2016)
- MJ Mixtape (2016)
- Rockstar Mixtape (2016)
- HEYYY RAFF! (2016)
- Bem Vindo Natal Mixtape (2016)
- Trap Baby Mixtape (2017)
- Raff Raff (2017)
- Plug Tape (2017)
- Raw Raw Emo (2017)
- Guapo (2017)
- Kpop (2017)
- Gojushiho... Sho! (2017)
- Bem Vindo Natal Mixtape 2 (2023)